# Museo y jardín de la fruta de Yamanashi
El museo y jardín de frutas de la Prefectura de Yamanashi también llamado Parque frutal de la Prefectura de Yamanashi Fuefukigawa en japonés: 山梨県笛吹川フルーツ公園 Yamanashi Fuefukigawa furūtsu pāku, es un complejo en parte público y en parte privado con hoteles, parque público, museo, invernadero y jardín botánico con 32,2 hectáreas (el complejo de invernadero y museo 6200 m²), en las cercanías de Yamanashi, Japón.

## Localización
Situado convenientemente cerca de la carretera de Tokio (Shinjuku) a unos 100 minutos por el intercambiador "Ichinomiya - Misaka" y a unos 30 minutos de Kofu. 
Yamanashi Fuefukigawa furūtsu pāku 1488 Ezohara, Fuefuki-gawa Yamanashi-shi, Yamanashi-ken 405-0043 Honshū-jima Japón.
Planos y vistas satelitales.35°42′8″N 138°39′55″E / 35.70222, 138.66528
El jardín puede ser visitado por el público en general, de 9:00 a 16:30. Se paga una tarifa de entrada. 

## Historia

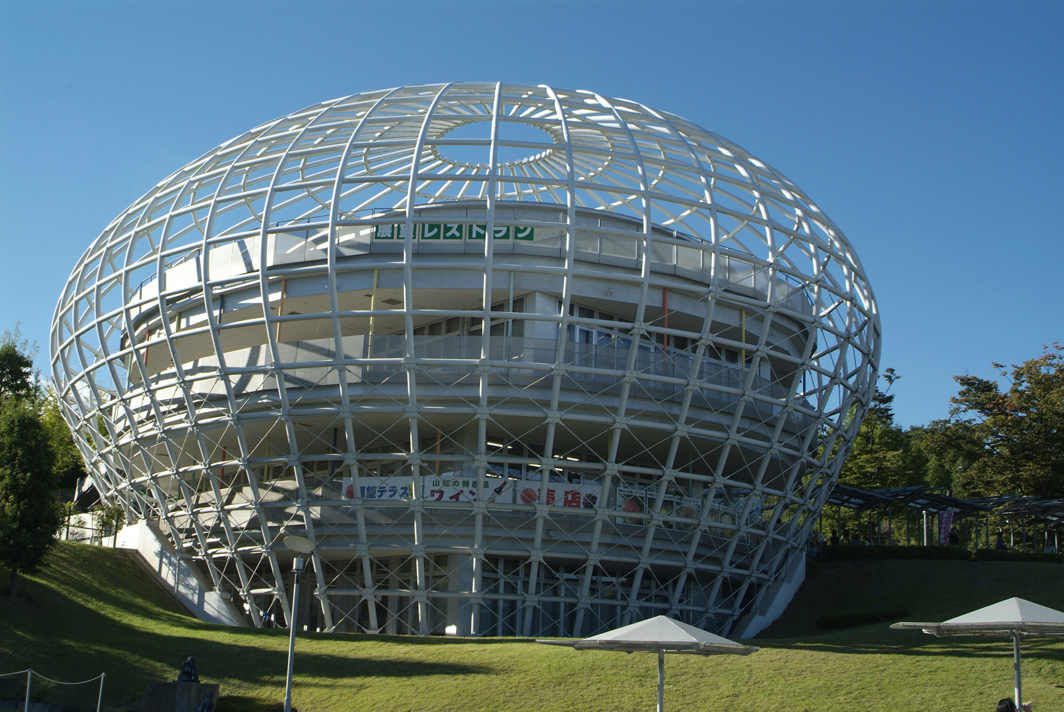
Jardín y eltaller de la fruta de Yamanashi.

Administrado por un grupo de agricultores, el Museo de la fruta es obra de la arquitecta Itsuko Hasegawa, fue construido en 1995 en Yamanashi, Japón, con un propósito cultural. Este museo tiene el objetivo de exponer tanto las frutas y su cultivo, dentro y fuera del edificio.
Se compone de tres cúpulas de cristal, colocadas al pie de un valle para recordar a las semillas que son llevadas por el viento, como una especie de oportunidad. Cada una de estas semillas está en una etapa diferente de crecimiento, por lo tanto, con más o menos volumen. Las tres cúpulas están construidas sobre la misma base (estructura de vidrio y acero) pero tienen una forma diferente cada una de ellas.
En torno a estas tres cúpulas, un parque con una vista del Monte Fuji, jardines salpicadas de sombrillas que adornan así el confort del usuario.
La arquitectura es esencialmente de cristal, no hay techo o tejado. La estructura es un conjunto que representa a las costillas de un fruto.

## Colecciones
El jardín se especializa en plantas productoras de frutas.
- La primera cúpula, Plaza de las Frutas en la forma de "árbol bajo de sombra" sería una estructura de cultivos y de vivero.
- La segunda cúpula, el invernadero tropical, tiene forma de semilla en pleno crecimiento. Contiene una colección de árboles frutales tropicales.
- La tercera cúpula, es el taller de las frutas, en forma de un grano lleno de vitalidad. Aquí hay una exposición de frutas.

Estas cúpulas están rodeadas de un parque, donde se cultivan árboles frutales y plantas ornamentales.

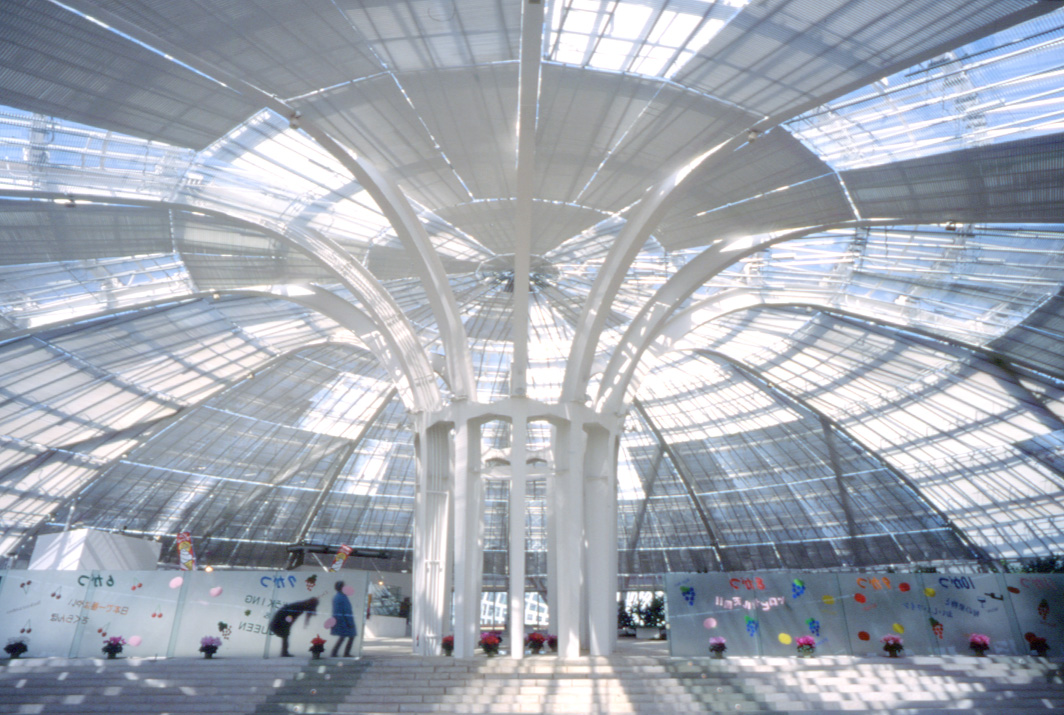
Dentro de la cúpula.
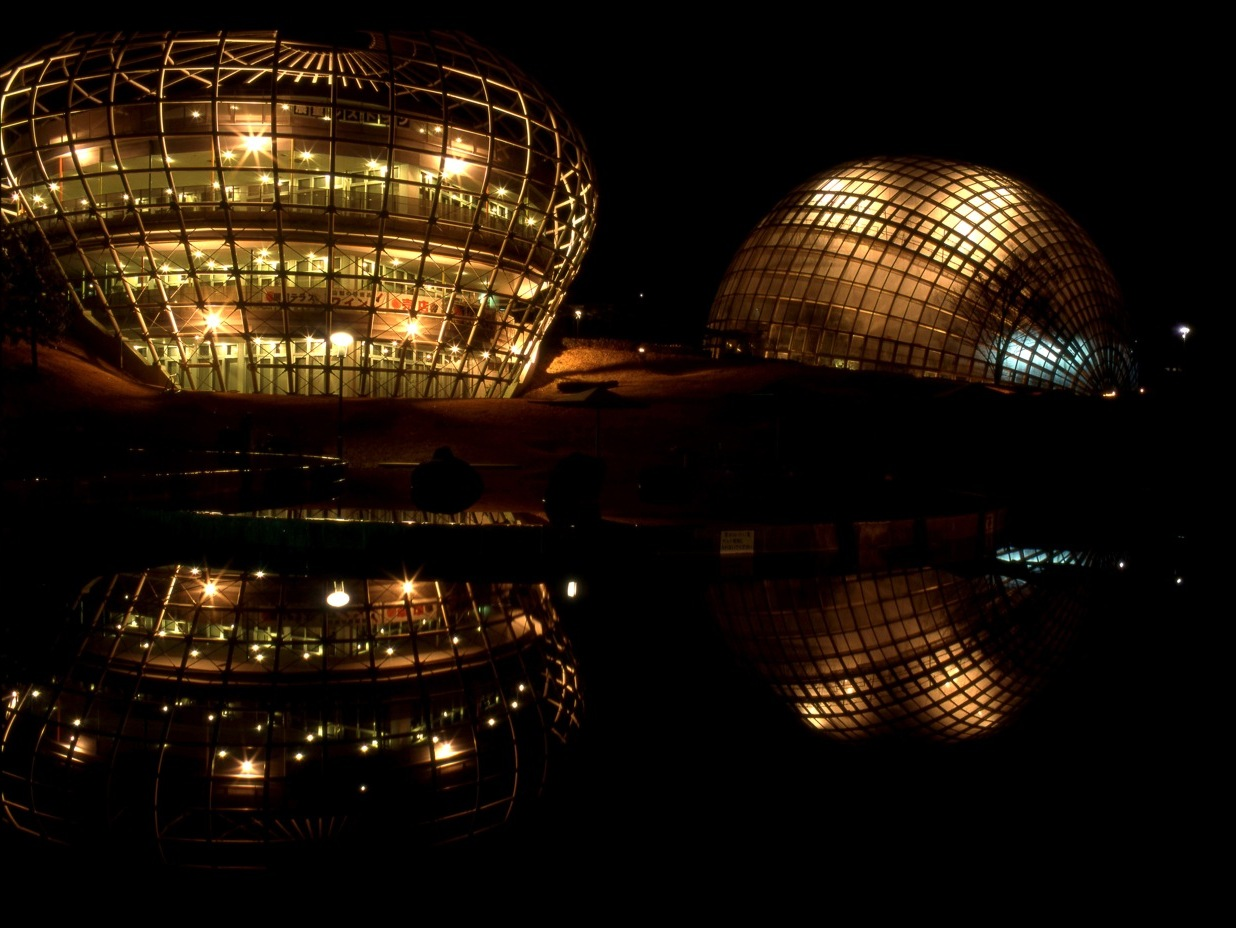
El taller y el invernadero tropical iluminados.
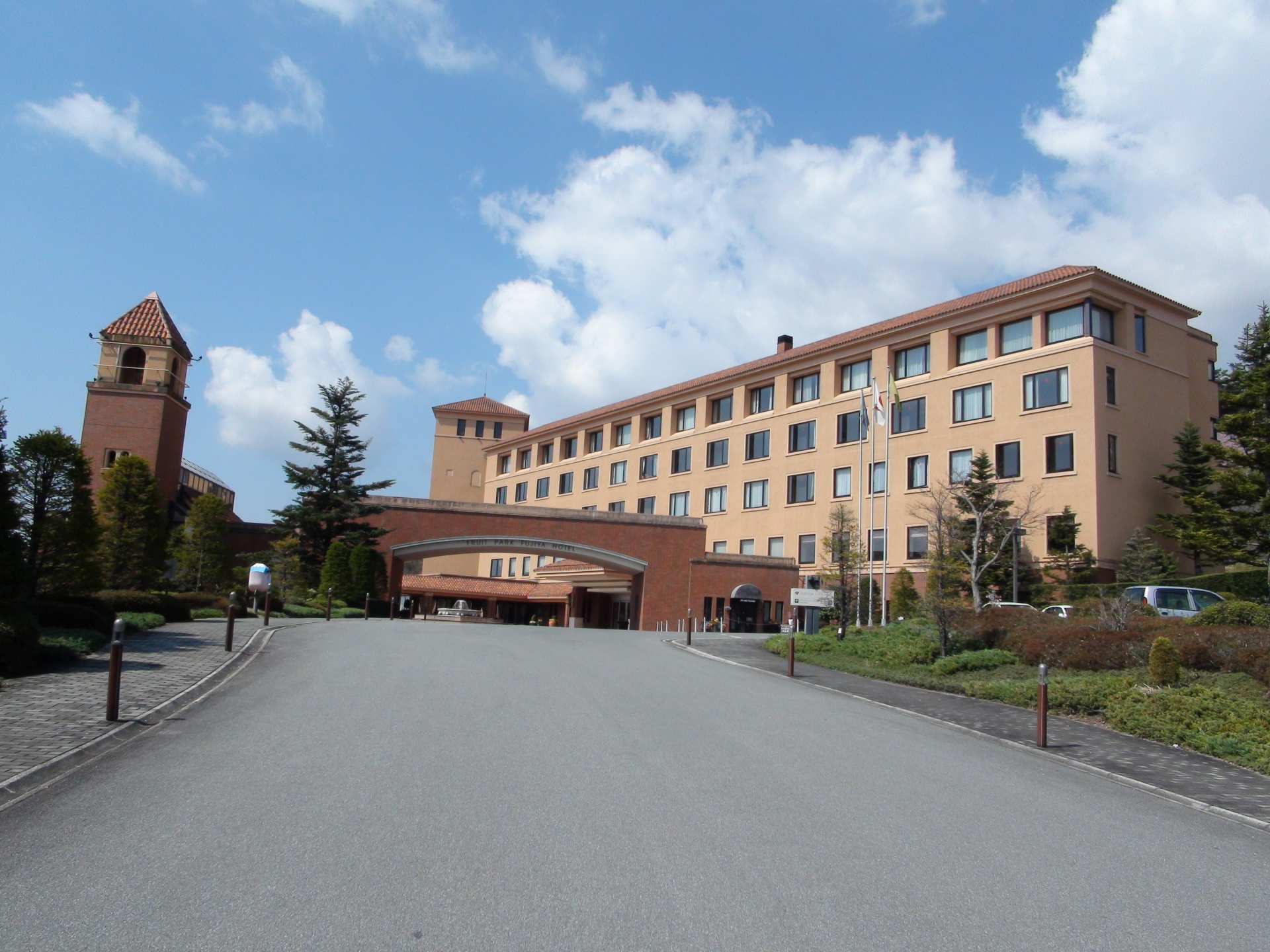
Hotel en el Fruit Park Fujiya.